# 동독 라디오 방송
독일민주공화국 무선방송국(독일어: Deutscher Demokratischer Rundfunk; Rundfunk der DDR 도이체 데모크라티셔 룬트풍크; 룬트풍크 데어 데데에르[*])은 독일 민주공화국에서 방송되었던 국영 라디오 방송국이다. 방송 사옥은 동베를린에 위치한 "Funkhaus Nalepastraße"이다.
1945년 5월 2일 소련군은 베를린의 마주렌알레(Masurenallee)의 방송시설을 점령하고, 1945년 5월 13일, 독일의 소련 군사 관리(SMAG)에 의해 자유 독일(Freies Deutschland)을 개국함으로 시작되었다. 방송 시작 10일째인 5월 22일에는 베를린 방송(Berliner Rundfunk)로 개명하고 하루에 19시간 동안 방송하였다.
1952년 9월 15일 SMAG는 공식적으로 방송 관리를 동독 정부에게 이양하였다.
1961년 8월 베를린 장벽이 세워진 후 동베를린에서 서독의 RIAS와 ARD계열의 자유 베를린 방송(SFB)의 청취를 막기 위해 각종 선전 운동과 방해 전파를 송출하기도 하였으나, 사람들은 여전히 RIAS와 SFB의 방송을 선호하였다.
1989년 11월 베를린 장벽 붕괴 이후 동독에서는 서독을 따라 방송 채제를 개편하기 시작하였다. 독일민주공화국의 소리는 1900년 2월에 "도이칠란트센더(Deutschlandsender)"로 바뀌었고, 같은 해 5월에 라디오 DDR 2와 합병하여 도이칠란트센더 쿨투어(Deutschlandsender Kultur, 약칭 DS-Kultur)로 바뀌었다.
그리고 1990년 10월 3일 독일의 재통일이 이루어지면서 ARD 계열의 새로운 방송국인 중부독일방송(mdr)과 동독일-브란덴부르크(ORB)가 설립되었고, 서독 방송국인 북부독일방송이 동독의 북쪽으로, 자유 베를린 방송이 베를린 전체로 방송 영역이 확장되면서 기존 동독 라디오 방송의 방송영역을 흡수하였다.
1994년 DS-Kultur는 RIAS와 합병하면서 "도이칠란트라디오 베를린"이 되었고, 이후 "도이칠란트라디오 쿨투어"를 거쳐, 현재의 "도이칠란트푼크 쿨투어"에 이른다.

## 방송 채널

### 국내 정규 방송
- 라디오 DDR 1 : 뉴스,시사 방송. 1969년에 개국으로 중파와 FM을 통해 24시간 방송하였다.
- 라디오 DDR 2 : 문화 및 교육 방송. 오전에는 지역프로그램을 방송하였다. FM 송출.
- 베를린 방송(Berliner Rundfunk) : 베를린 및 수도권 지역 방송으로 1945년부터 방송.
- DT64 : 청소년을 대상으로 한 방송. 이 방송은 1964년에 동베를린에서 개최된 청소년대회 중계를 위해 마련한 스튜디오에서 방송한 것을 시작으로, 이후 베를린 방송에서 'DT64 청소년스튜디오'라는 이름의 프로그램을 신설하였다. 1976년에는 'DT64 청소년 음악회'의 정기 송출을 하였고, 1981년 9월 1일부터는 독일민주공화국의 소리와의 공동으로 제작한 특별방송을 송출하였다. 1986년 3월이후로 DT64는 주파수 확보와 함께 독자적인 채널로 운영을 시작하였다. 이 채널은 독일 통일 이후 mdr에 인수되어 현재의 MDR SPUTNIK으로 방송하고 있다.

### 국제 정규 방송
- 베를린 국제 방송(Radio Berlin International) : 1959년에 개국한 국제 단파 방송으로, 11개의 언어로 송출하였다.

## 서독 대상 선전 방송
- 베를리너 벨레(Berliner Welle) : 서베를린 대상 방송. 1971년까지 방송
- 도이칠란트센더(Deutschlandsender) : 전체 독일 대상 방송. 1953년~1971년 방송,
- 독일민주공화국의 소리(Stimme der DDR) : 독일어 국제 방송. 베를리너 벨레와 도이칠란트센더와 통합하여 1971년 11월 14일부터 방송.

### 비공식 방송
이 방송들은 동독 외부 지역을 대상으로 한 동독의 비공식 방송이다.
- Deutscher Freiheitssender 904 – "독일 자유 라디오", 서독 시민 대상 방송 (1956년 8월 17일~1971년 10월 30일).
- Deutscher Soldatensender 935 – "독일 군인 라디오", 서독 군인 대상 방송 (1960년 10월 1일~1972년 6월 30일).
- Radio Vltava – 체코슬로바키아 청쥐자 대상 방송 (1968년 8월 21일~1969년 2월 13일).

### 특수 방송
- Ferienwelle : 발트해 지역의 방송으로 5월~9월까지 휴일 기간에 방송.[1]
- MesseWelle : 라이프치히 박람회 기간에 방송한 방송. 3월~9월간에 방송.[2]

## 같이 보기
- 독일 민주 공화국
- 독일 텔레비전 방송
- 베를린 텔레비전 송신탑

## 참고 문헌
- ., 김영욱, 심영섭 (2011년 11월 30일). 《통일과 언론:독일의 경험》. 한국언론진흥재단. ISBN 978-89-5711-321-9.